# Suzuki GS 750

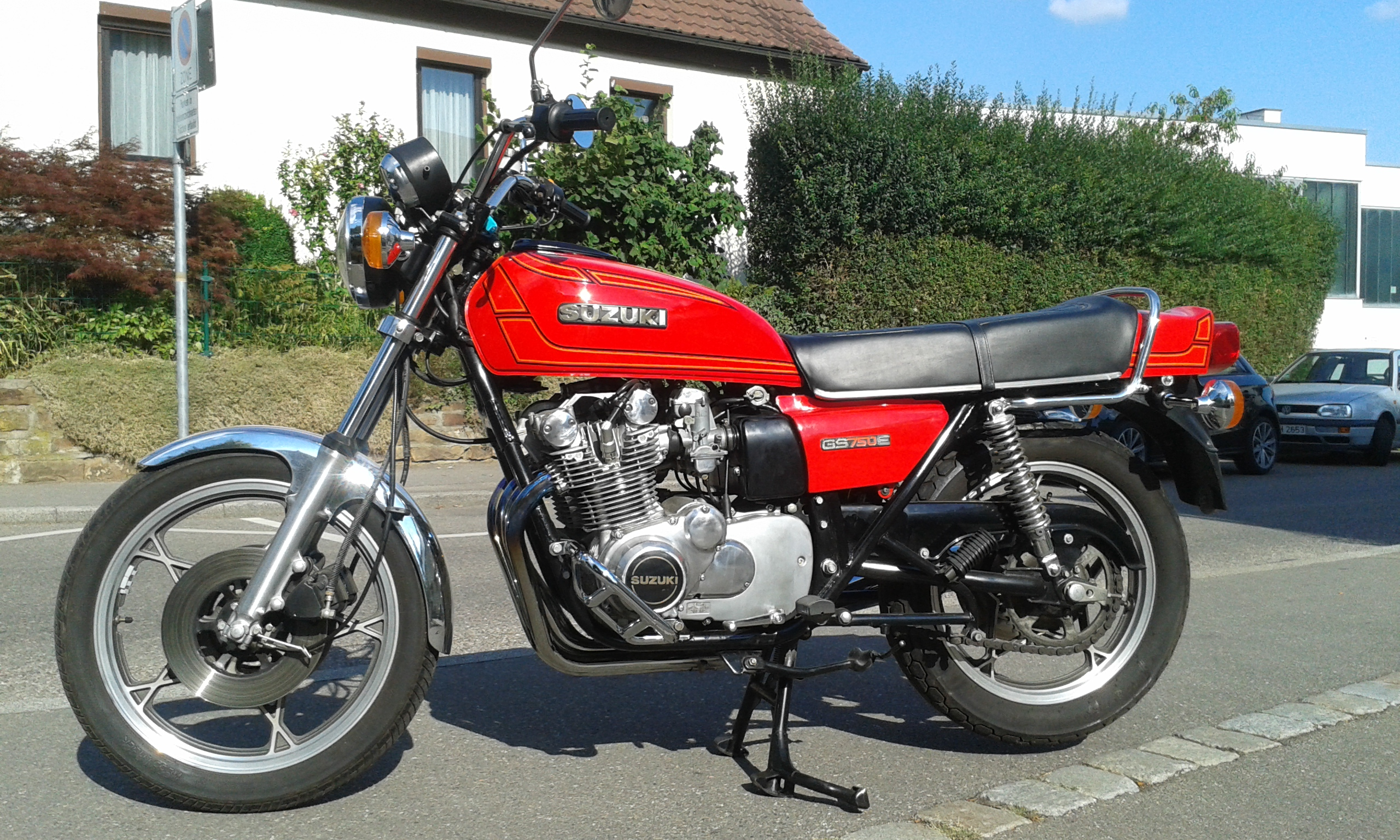
GS 750, Auspuff nicht original, serienmäßig war 4-in-2-Auspuffanlage

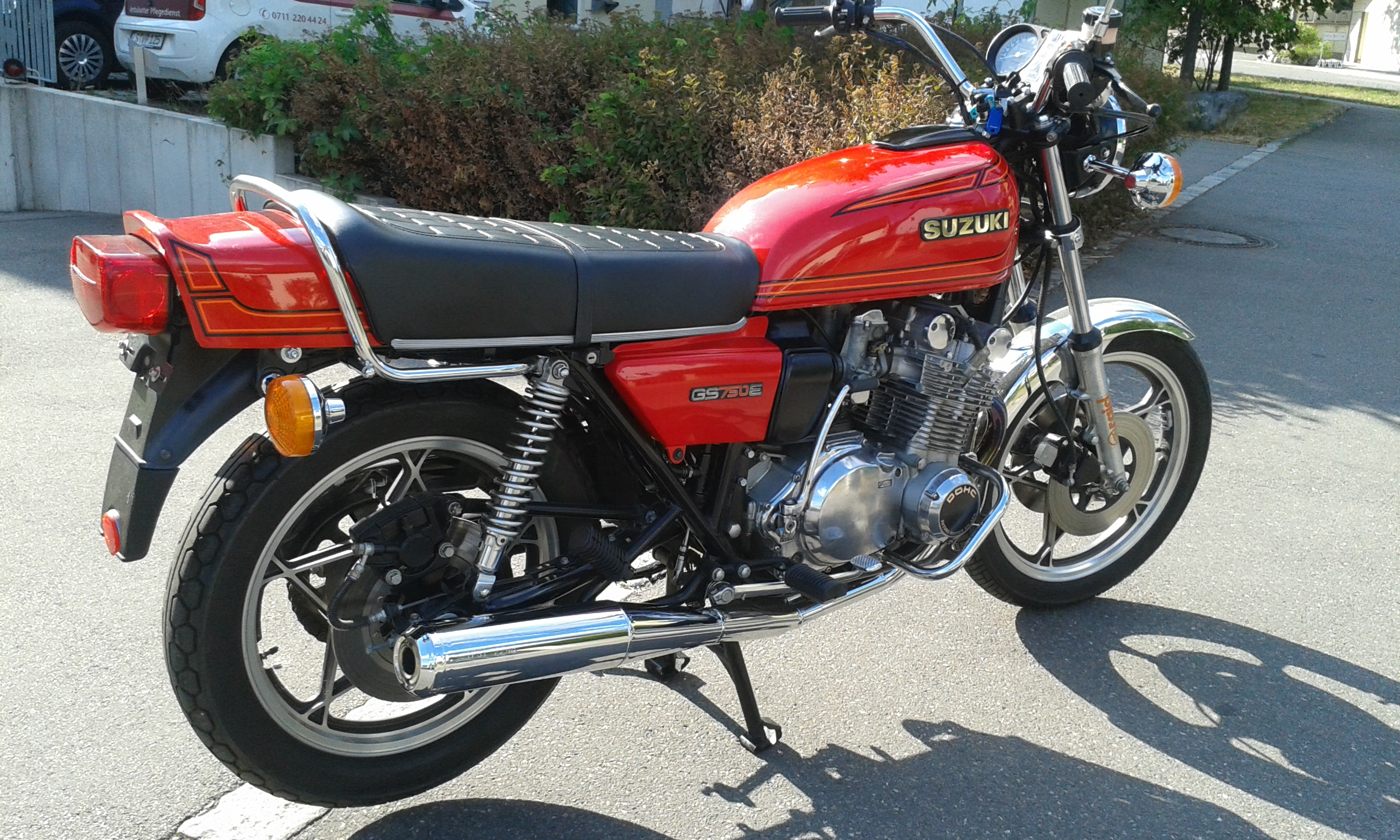
Suzuki GS 750

Die Suzuki GS 750 ist ein Sportmotorrad der Marke Suzuki mit einem quer eingebauten DOHC-Reihenvierzylinder-Motor. Bei ihrer Vorstellung im Jahr 1976 war sie das Topmodell mit Viertaktmotor des Herstellers und sollte längerfristig das Zweitaktmotorrad Suzuki GT 750 und das erfolglose Wankelmotorrad Suzuki RE 5 ablösen.

## Technik
Die GS 750 hatte einen völlig neu entwickelten kurzhubig ausgelegten DOHC-Motor (Bohrung/Hub: 65 × 56,4 mm) mit zwei obenliegenden Nockenwellen, die über eine Steuerkette mit automatischem Kettenspanner betätigt werden. Die Gemischzufuhr erfolgt durch vier 26 mm Mikuni-Vergaser, die Zündung durch eine Batterie-Spulenzündung. Trotz der geringeren Leistung als Marktführer Honda CB 750 Four F1 gewann die Suzuki GS 750 bei Vergleichstests.
Neben dem Motor mit hohen Drehzahlreserven kam das Fahrwerk mit Doppelschleifenrohrrahmen und verstärktem Oberzug, Showa-Teleskopgabel mit 140 mm Federweg und eine nadelgelagerte Zweiarmschwinge mit 80 mm Federweg. Ernst Leverkus bemerkte „für eine japanische Maschine ungewöhnlich gute Spurhaltung.“
In Tests wurden das überwiegend neutrale Fahrverhalten, der zuverlässige Geradeauslauf und die gute Kurvenwilligkeit gelobt.

„Die 750er brillierte in Handling, Fahrleistungen und Spurtkraft, 4,5 Sekunden bis zur 100 km/h Marke konnte keine andere Maschine dieser Kategorie aufweisen.“

Bis zum Produktionsende wurde die Suzuki GS 750 nur geringfügig weiterentwickelt und verändert. Bei der Markteinführung in Deutschland (GS 750 DB), im März 1977, wurde vorne eine Doppelscheibenbremse serienmäßig eingebaut. Zuvor 1976 hatte die GS 750 in Japan lediglich vorn eine einzelne Bremsscheibe. Ab 1978 kamen auf Wunsch Gussräder (GS 750 EC) für die Reifendimension 3.25–19 (vorne) und 4.00–18 (hinten) sowie Farb- und Dekoränderungen. 1979 wurde noch eine Chopper-Variante (GS 750 LN) mit einem 4.50–17-Zoll-Hinterrad  angeboten. Je nach Quelle wurden zwischen 3.800 und 5.000 Suzuki GS 750 in Deutschland verkauft.

## Verarbeitung des RAF-Attentats 1977

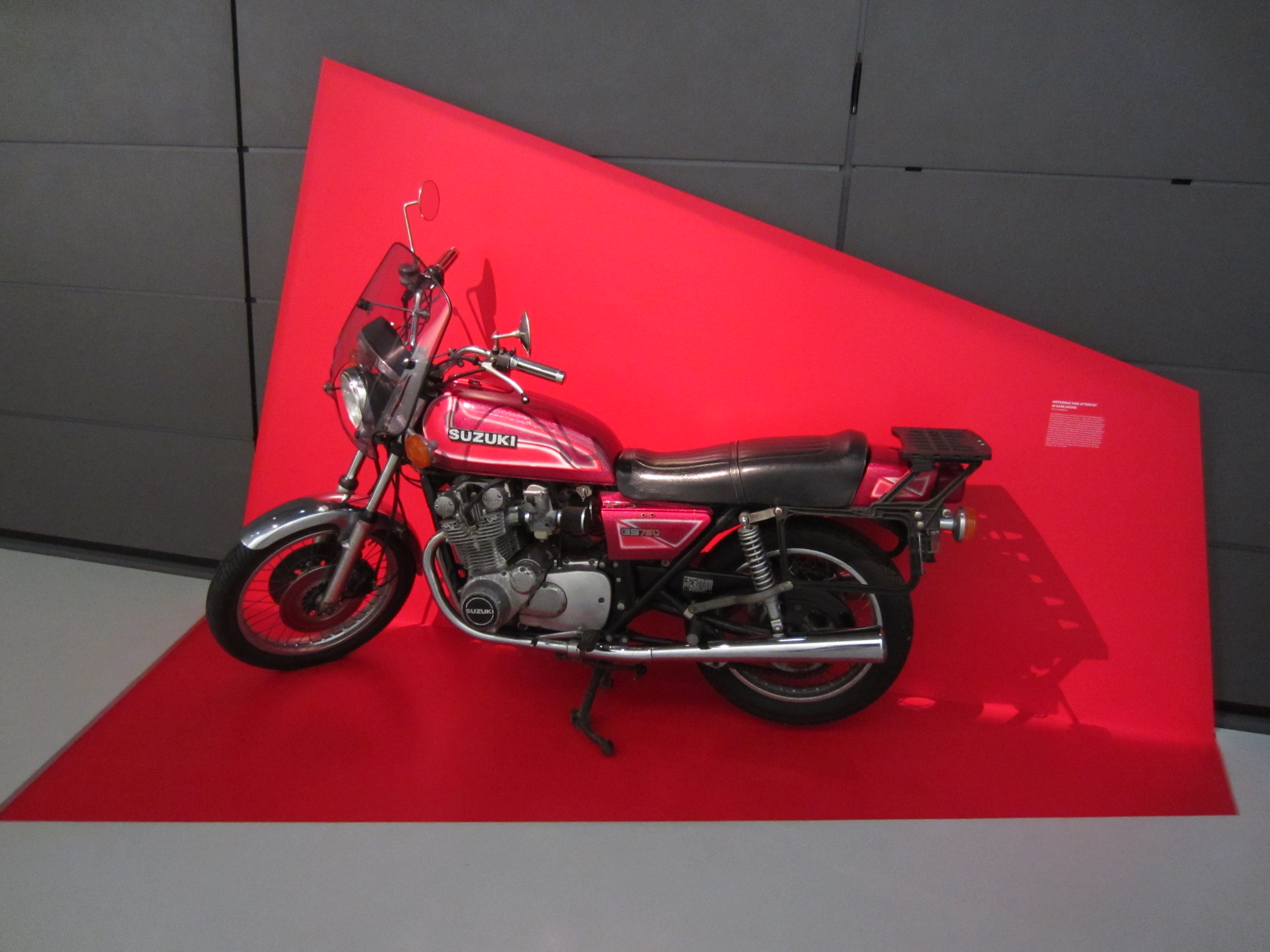
Attentat-Motorrad (GS 750 DB) zwischenzeitlich vom Nachbesitzer umlackiert und nun ausgestattet mit Tourenscheibe und KRAUSER K1 Gepäckhalter

Generalbundesanwalt Siegried Buback, sein Fahrer Wolfgang Göbel und der Beamte Georg Wurster wurden am 7. April 1977 von Attentätern der Roten Armee Fraktion in ihrem Wagen erschossen. Die Todesschützen hatten sich zuvor auf einem Motorrad des Typs Suzuki GS 750 dem Wagen genähert und bei einem Ampelhalt das Feuer auf Buback und seine Begleiter eröffnet. Am 20. April 1977 erschien in der Zeitschrift Motorrad eine ganzseitige Anzeige von Suzuki Deutschland unter dem Slogan:

„Suzuki – die Sportskanone für Scharfschützen!“

Der Deutsche Werberat stellte fest, dass die „Anzeige nachweislich bereits Wochen vor dem Mordanschlag konzipiert worden war, ebenso wie der Drucktermin der Zeitschrift vor dem Attentat lag.“ Der Werberat missbilligte jedoch ein „derart aggressives und militärisches Vokabular“ in der Motorradwerbung. Das Motiv wurde nicht mehr eingesetzt.
Im Jahre 2013 wurde das originale Tatmotorrad in einer Ausstellung im Stuttgarter Haus der Geschichte gezeigt. Das Motorrad befand sich zwischenzeitlich in privater Hand und war gegenüber dem Tatfahrzeug durch andere Lenker, Windschild, Lackierung und Gepäckträger umgestaltet.

## Nachfolger
Die GSX 750 wurde 1980 als Nachfolger der GS 750 vorgestellt und wurde vor allem beim Motor weiterentwickelt, mit nun vier Ventilen pro Zylinder. Mit kurzhubigerer Auslegung von 67 × 53 mm (Bohrung × Hub) ergab sich eine um 17 PS höhere angegebene Leistung von 80 PS bei 9.200/min, was 200 km/h Höchstgeschwindigkeit ermöglichte. Weitere Änderungen gegenüber dem Vorgänger gab es bei Telegabel, geschlitzten Bremsscheiben, Transistorzündung, Gleichdruckvergasern sowie dem eckigen Scheinwerfer und der Heckverkleidung.
In Nordamerika wurde dieses Modell weiter als 'GS 750' bezeichnet.